# Retox
Retox è l'ottavo album in studio del gruppo punk rock norvegese Turbonegro, pubblicato nel 2007.

## Tracce
1. We're Gonna Drop the Atom Bomb – 3:41
2. Welcome to the Garbage Dump – 1:58
3. Hell Toupée – 3:27
4. Stroke the Shaft – 3:19
5. No, I'm Alpha Male – 3:13
6. Do You Do You Dig Destruction – 3:46
7. I Wanna Come – 3:37
8. You Must Bleed/All Night Long – 2:39
9. Hot and Filthy – 3:15
10. Boys From Nowhere – 3:29
11. Everybody Loves a Chubby Dude – 3:48
12. What Is Rock?! – 7:49
13. Back In Denim (bonus track; Denim cover) – 4:10
14. Into the Void (bonus track) – 3:05

## Formazione
- Hank Von Helvete (Hans Erik Dyvik Husby) - voce
- Euroboy (Knut Schreiner) - chitarra
- Pål Pot Pamparius (Pål Bøttger Kjærnes) - chitarra
- Rune Rebellion (Rune Grønn) - chitarra
- Happy-Tom (Thomas Seltzer) - basso
- Chris Summers (Christer Engen) - batteria